# Åke Myrsmeden
Åke Ragnar Myrsmeden född 12 april 1924 i Solna, Stockholms län, död 8 april 2008 i Arvika västra församling, Arvika, Värmlands  län var en svensk konstsmed, konstnär och teckningslärare.
Han var son till konstsmeden Ragnar Myrsmeden och Thora Nystedt och sonson till konstsmeden Petter Andersson på Myra.
Myrsmeden var verksam som teckningslärare vid Högre allmänna läroverket på Norrmalm i Stockholm samt vid Samrealskolan i Gubbängen, Stockholm. Som konstnär medverkade han i Unga tecknare på Nationalmuseum 1952 samt i utställningen Arvikakonstnärer i Arvika 1960. 
Myrsmeden utsågs till Arvika kommuns kulturpristagare 2002.
Bland hans offentliga arbeten märks skulpturgruppen Huset i bostdsområdet Kobjer i Lund där han utförde den smida figurern i järn efter Liss Erikssons skisser.
Hans konst består av teckningar samt koppardrivna figurskulpturer. Som illustratör har han illustrerat Urban Anderssons diktbok STEN MYR från 1997.